# Julien Dorme
Julien Dorme (ur. 15 maja 1991) – francuski skoczek narciarski, reprezentant SC Courchevel. Uczestnik mistrzostw świata juniorów (2008 i 2009). Medalista mistrzostw kraju.
W marcu 2005 zadebiutował w Alpen Cupie, zajmując 58. i 64. miejsce w Pragelato. W lutym 2008 wystartował na mistrzostwach świata juniorów, na których zajął 41. lokatę indywidualnie oraz 12. drużynowo. 11 października 2008 w Einsiedeln po raz pierwszy wystartował w FIS Cupie, kończąc zawody na 13. pozycji. W grudniu 2008 zadebiutował w Pucharze Kontynentalnym, zajmując 29. miejsce w Engelbergu. Na Mistrzostwach Świata Juniorów 2009 zajął 13. lokatę w rywalizacji drużynowej. W międzynarodowych zawodach rangi FIS po raz ostatni startował 14 sierpnia 2009, odpadając w kwalifikacjach do konkursu Letniego Grand Prix w Courchevel.
Jest medalistą mistrzostw Francji – w marcu 2009 oraz kwietniu 2010 zdobył srebrne medale w rywalizacji drużynowej.

## Mistrzostwa świata juniorów

### Indywidualnie
| 2008 Zakopane | – | 41. miejsce |

### Drużynowo
| 2008 Zakopane            | – | 12. miejsce |
| 2009 Szczyrbskie Jezioro | – | 13. miejsce |

### Starty J. Dorme'a na mistrzostwach świata juniorów – szczegółowo
| Miejsce | Dzień     | Rok  | Miejscowość         | Skocznia        | Punkt K | HS     | Konkurs  | Skok 1 | Skok 2 | Nota                 | Strata    | Zwycięzca    |
| ------- | --------- | ---- | ------------------- | --------------- | ------- | ------ | -------- | ------ | ------ | -------------------- | --------- | ------------ |
| 41.     | 27 lutego | 2008 | Zakopane            | Średnia Krokiew | K-85    | HS-94  | indywid. | 77,5 m | –      | 94,5 pkt             | 157,0 pkt | Andreas Wank |
| 12.     | 29 lutego | 2008 | Zakopane            | Średnia Krokiew | K-85    | HS-94  | druż.    | 76,5 m | –      | 380,5 pkt (94,0 pkt) | 590,5 pkt | Niemcy       |
| 13.     | 6 lutego  | 2009 | Szczyrbskie Jezioro | MS 1970 B       | K-90    | HS-100 | druż.    | 83,0 m | –      | 386,5 pkt (98,0 pkt) | 595,0 pkt | Austria      |

## Letnie Grand Prix

### Miejsca w poszczególnych konkursach indywidualnychLGP
| Źródło | Źródło          | Źródło           | Źródło           | Źródło         | Źródło         | Źródło       | Źródło       | Źródło            | Źródło | Źródło | Źródło | Źródło | Źródło | Źródło | Źródło | Źródło | Źródło | Źródło | Źródło | Źródło | Źródło | Źródło | Źródło | Źródło | Źródło | Źródło |
| --- | --------------- | ---------------- | ---------------- | -------------- | -------------- | ------------ | ------------ | ----------------- | ------ | ------ | ------ | ------ | ------ | ------ | ------ | ------ | ------ | ------ | ------ | ------ | ------ | ------ | ------ | ------ | ------ | ------ |
| 2009 |                 |                  |                  |                |                |              |              |                   |        |        |        |        |        |        |        |        |        |        |        |        |        |        |        |        |        |        |
| Hinterzarten HS108                                                                                                | Pragelato HS140 | Courchevel HS132 | Einsiedeln HS117 | Zakopane HS134 | Zakopane HS134 | Hakuba HS131 | Hakuba HS131 | Klingenthal HS140 | punkty |        |        |        |        |        |        |        |        |        |        |        |        |        |        |        |        |        |
| - | -               | q                | -                | -              | -              | -            | -            | -                 | 0      |        |        |        |        |        |        |        |        |        |        |        |        |        |        |        |        |        |
| Legenda |                 |                  |                  |                |                |              |              |                   |        |        |        |        |        |        |        |        |        |        |        |        |        |        |        |        |        |        |
| 1 2 3 4-10 11-30 poniżej 30 dq – dyskwalifikacja q – zawodnik nie zakwalifikował się - – zawodnik nie wystartował |                 |                  |                  |                |                |              |              |                   |        |        |        |        |        |        |        |        |        |        |        |        |        |        |        |        |        |        |

## Puchar Kontynentalny

### Miejsca w klasyfikacji generalnej
| Sezon     | Miejsce |
| --------- | ------- |
| 2008/2009 | 162.    |

### Miejsca w poszczególnych konkursachPucharu Kontynentalnego
| Źródło                                                                        | Źródło    | Źródło    | Źródło    | Źródło  | Źródło  | Źródło    | Źródło    | Źródło    | Źródło    | Źródło  | Źródło  | Źródło  | Źródło        | Źródło        | Źródło | Źródło | Źródło           | Źródło           | Źródło   | Źródło   | Źródło        | Źródło        | Źródło     | Źródło     | Źródło | Źródło | Źródło    | Źródło    | Źródło    | Źródło    | Źródło | Źródło | Źródło | Źródło | Źródło | Źródło | Źródło | Źródło | Źródło | Źródło | Źródło | Źródło | Źródło | Źródło | Źródło | Źródło | Źródło | Źródło | Źródło | Źródło | Źródło | Źródło | Źródło | Źródło | Źródło | Źródło | Źródło | Źródło | Źródło |
| ----------------------------------------------------------------------------- | --------- | --------- | --------- | ------- | ------- | --------- | --------- | --------- | --------- | ------- | ------- | ------- | ------------- | ------------- | ------ | ------ | ---------------- | ---------------- | -------- | -------- | ------------- | ------------- | ---------- | ---------- | ------ | ------ | --------- | --------- | --------- | --------- | ------ | ------ | ------ | ------ | ------ | ------ | ------ | ------ | ------ | ------ | ------ | ------ | ------ | ------ | ------ | ------ | ------ | ------ | ------ | ------ | ------ | ------ | ------ | ------ | ------ | ------ | ------ | ------ | ------ |
| Sezon 2008/2009                                                               |           |           |           |         |         |           |           |           |           |         |         |         |               |               |        |        |                  |                  |          |          |               |               |            |            |        |        |           |           |           |           |        |        |        |        |        |        |        |        |        |        |        |        |        |        |        |        |        |        |        |        |        |        |        |        |        |        |        |        |        |
| Rovaniemi                                                                     | Rovaniemi | Vikersund | Vikersund | Liberec | Liberec | Engelberg | Engelberg | Braunlage | Braunlage | Sapporo | Sapporo | Sapporo | Bischofshofen | Bischofshofen | Kranj  | Kranj  | Titisee-Neustadt | Titisee-Neustadt | Zakopane | Zakopane | Iron Mountain | Iron Mountain | Brotterode | Brotterode | Wisła  | Wisła  | Trondheim | Trondheim | Pragelato | Pragelato | Ruka   | Ruka   | punkty |        |        |        |        |        |        |        |        |        |        |        |        |        |        |        |        |        |        |        |        |        |        |        |        |        |        |
| -                                                                             | -         | -         | -         | -       | -       | dq        | 29        | 44        | 35        | -       | -       | -       | 60            | 62            | -      | -      | -                | -                | 73       | 79       | -             | -             | -          | -          | 49     | 50     | -         | -         | 55        | 52        | -      | -      | 2      |        |        |        |        |        |        |        |        |        |        |        |        |        |        |        |        |        |        |        |        |        |        |        |        |        |        |
| Legenda                                                                       |           |           |           |         |         |           |           |           |           |         |         |         |               |               |        |        |                  |                  |          |          |               |               |            |            |        |        |           |           |           |           |        |        |        |        |        |        |        |        |        |        |        |        |        |        |        |        |        |        |        |        |        |        |        |        |        |        |        |        |        |
| 1 2 3 4-10 11-30 poniżej 30 dq – dyskwalifikacja - – zawodnik nie wystartował |           |           |           |         |         |           |           |           |           |         |         |         |               |               |        |        |                  |                  |          |          |               |               |            |            |        |        |           |           |           |           |        |        |        |        |        |        |        |        |        |        |        |        |        |        |        |        |        |        |        |        |        |        |        |        |        |        |        |        |        |

## FIS Cup

### Miejsca w klasyfikacji generalnej
| Sezon     | Miejsce |
| --------- | ------- |
| 2008/2009 | 168.    |

### Miejsca w poszczególnych konkursachFIS Cupu
| Źródło                                                                        | Źródło         | Źródło              | Źródło              | Źródło   | Źródło   | Źródło     | Źródło     | Źródło              | Źródło    | Źródło    | Źródło | Źródło  | Źródło   | Źródło   | Źródło   | Źródło   | Źródło | Źródło | Źródło | Źródło | Źródło  | Źródło | Źródło | Źródło | Źródło | Źródło | Źródło | Źródło | Źródło | Źródło | Źródło | Źródło | Źródło | Źródło | Źródło | Źródło | Źródło | Źródło | Źródło |
| ----------------------------------------------------------------------------- | -------------- | ------------------- | ------------------- | -------- | -------- | ---------- | ---------- | ------------------- | --------- | --------- | ------ | ------- | -------- | -------- | -------- | -------- | ------ | ------ | ------ | ------ | ------- | ------ | ------ | ------ | ------ | ------ | ------ | ------ | ------ | ------ | ------ | ------ | ------ | ------ | ------ | ------ | ------ | ------ | ------ |
| Sezon 2008/2009                                                               |                |                     |                     |          |          |            |            |                     |           |           |        |         |          |          |          |          |        |        |        |        |         |        |        |        |        |        |        |        |        |        |        |        |        |        |        |        |        |        |        |
| Oberwiesenthal                                                                | Oberwiesenthal | Szczyrbskie Jezioro | Szczyrbskie Jezioro | Predazzo | Predazzo | Einsiedeln | Einsiedeln | Szczyrbskie Jezioro | Harrachov | Harrachov | Yabuli | Lauscha | Eisenerz | Eisenerz | Notodden | Notodden | Ljubno | Ljubno | Zaō    | Zaō    | Sapporo | punkty |        |        |        |        |        |        |        |        |        |        |        |        |        |        |        |        |        |
| -                                                                             | -              | -                   | -                   | -        | -        | 13         | -          | -                   | -         | -         | -      | -       | -        | -        | -        | -        | -      | -      | -      | -      | -       | 20     |        |        |        |        |        |        |        |        |        |        |        |        |        |        |        |        |        |
| Legenda                                                                       |                |                     |                     |          |          |            |            |                     |           |           |        |         |          |          |          |          |        |        |        |        |         |        |        |        |        |        |        |        |        |        |        |        |        |        |        |        |        |        |        |
| 1 2 3 4-10 11-30 poniżej 30 dq – dyskwalifikacja - − zawodnik nie wystartował |                |                     |                     |          |          |            |            |                     |           |           |        |         |          |          |          |          |        |        |        |        |         |        |        |        |        |        |        |        |        |        |        |        |        |        |        |        |        |        |        |